# Pot (poker)
 (juillet 2023).
La mise en forme du texte ne suit pas les recommandations de Wikipédia : il faut le « wikifier ».
Les points d'amélioration suivants sont les cas les plus fréquents :
- Les titres sont pré-formatés par le logiciel. Ils ne sont ni en capitales, ni en gras.
- Le texte ne doit pas être écrit en capitales (les noms de famille non plus), ni en gras, ni en italique, ni en « petit »…
- Le gras n'est utilisé que pour surligner le titre de l'article dans l'introduction, une seule fois.
- L'italique est rarement utilisé : mots en langue étrangère, titres d'œuvres, noms de bateaux, etc.
- Les citations ne sont pas en italique mais en corps de texte normal. Elles sont entourées par des guillemets français : « et ».
- Les listes à puces sont à éviter, des paragraphes rédigés étant largement préférés. Les tableaux sont à réserver à la présentation de données structurées (résultats, etc.).
- Les appels de note de bas de page (petits chiffres en exposant, introduits par l'outil «  Source ») sont à placer entre la fin de phrase et le point final[comme ça].
- Les liens internes (vers d'autres articles de Wikipédia) sont à choisir avec parcimonie. Créez des liens vers des articles approfondissant le sujet. Les termes génériques sans rapport avec le sujet sont à éviter, ainsi que les répétitions de liens vers un même terme.
- Les liens externes sont à placer uniquement dans une section « Liens externes », à la fin de l'article. Ces liens sont à choisir avec parcimonie suivant les règles définies. Si un lien sert de source à l'article, son insertion dans le texte est à faire par les notes de bas de page.
- La présentation des références doit suivre les conventions bibliographiques. Il est recommandé d'utiliser les modèles {{Ouvrage}}, {{Chapitre}}, {{Article}}, {{Lien web}} et/ou {{Bibliographie}}. Le mode d'édition visuel peut mettre en forme automatiquement les références.
- Insérer une infobox (cadre d'informations à droite) n'est pas obligatoire pour parachever la mise en page.

Pour une aide détaillée, merci de consulter Aide:Wikification.
Si vous pensez que ces points ont été résolus, vous pouvez retirer ce bandeau et améliorer la mise en forme d'un autre article.
Pour les articles homonymes, voir Pot.

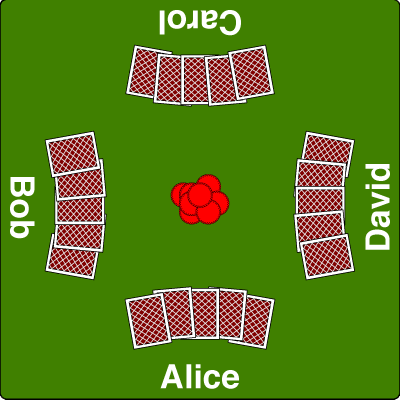
Table de poker

Dans le cadre du jeu de poker, le pot désigne la totalité de l'argent ou des jetons mis en jeu pour une donne spécifique. Accumuler le plus grand montant possible et gagner le pot sont les objectifs principaux d’un joueur de poker.

## Origine du terme
Le terme pot dans le contexte du jeu de poker pourrait provenir de l'ancien Anglais pott, signifiant un récipient pour contenir ou stocker quelque chose. Dans le jeu, le pot représente le récipient symbolique où tous les paris sont rassemblés, bien que dans la plupart des cas, vous ne verrez pas de pot physique au milieu de la table.
D’après le dictionnaire historique de l’argot américaine  Green’s , la première utilisation du terme remonte à 1823. Dans son dictionnaire de l’argot (Slang: A Dictionary of the Turf, the Ring, the Chase, the Pit, of Bon-Ton and the Varieties of Life), Jon Bee a inclus l’expression put the pot on, traduit littérairement comme mettre le pot sur qui signifie de faire un pari trop grand sur un cheval de cours.

## Fonctionnement
Le pot augmente au cours d’une partie de poker comme il est formé par les mises des joueurs. Chaque fois qu'un joueur fait une mise, cette dernière est ajoutée au pot. Au fur et à mesure que la main progresse, le pot grossit et peut devenir assez important, surtout dans les parties de poker avec des enjeux élevés.
Le pot est placé au centre de la table, bien visible pour tous les joueurs. Il est important de garder le pot bien organisé et clairement identifiable, car il détermine les gains potentiels de chaque joueur. Les limites du pot dépendent du type de poker et des règles de la table où vous jouez.

## Types de pot
Il existe différents types de pots au poker, en fonction des règles spécifiques du jeu :
Le pot principal : dans la plupart des variantes de poker, il y a un pot principal, souvent appelé "pot commun" ou "pot principal". Il s'agit de la somme totale des mises de tous les joueurs dans une main. Le joueur qui remporte la main (ou les joueurs en cas d'égalité) reçoit le pot principal.
Les pots secondaires : dans certaines situations, il est possible d'avoir plusieurs pots secondaires en plus du pot Principal. Cela se produit lorsque certains joueurs ne possèdent plus suffisamment de jetons pour suivre les mises d'autres joueurs. Dans ce cas, les joueurs qui ont encore des jetons actifs peuvent continuer à miser et à former de nouveaux pots, auxquels seuls les joueurs ayant suffisamment de jetons peuvent participer. Les pots secondaires sont remportés par les joueurs qui ont la meilleure main pour chaque pot spécifique. Cela signifie que les joueurs qui n’ont pas eu suffisamment de jetons pour participer au pot secondaire ne peuvent pas gagner le prix même s’ils ont la meilleure main. Seuls les participants qui ont contribué au pot secondaire sont éligibles.

## Stratégie liée au pot
La taille du pot a une influence directe sur la stratégie des joueurs de poker. Les joueurs peuvent adapter leurs décisions en fonction de la valeur du pot et du rapport entre la mise nécessaire pour rester dans le jeu et le montant potentiel à gagner.
Lorsque le pot est important, les joueurs peuvent être incités à prendre plus de risques pour tenter de remporter une part plus importante. À l'inverse, lorsque le pot est petit, les joueurs peuvent être plus prudents et préférer se coucher plutôt que de risquer davantage de jetons.
Il est également courant pour les joueurs de calculer les cotes du pot (Pot Odds) pour prendre des décisions éclairées. Les cotes du pot permettent d'évaluer si un investissement supplémentaire en jetons est rentable à long terme, en comparant le montant des jetons à risquer avec le montant potentiel à gagner.
Le pot est un terme essentiel dans le monde du poker. Il représente la somme totale en jeu et influence grandement les décisions et les stratégies des joueurs. Comprendre le concept du pot et savoir l'utiliser à son avantage sont des compétences clés pour réussir au poker.